# Sean Khan
Sean Khan (* um 1975) ist ein britischer Jazzmusiker (Altsaxophon, Sopransaxophon, Flöte, Komposition).

## Leben und Wirken
Khan studierte in den 1990er Jahren klassische Musik am Goldsmiths College. Da es im Studiengang keine Jazzinhalte gab, studierte er in seiner Freizeit Jazztheorie und -technik. In den frühen 2000er Jahren begann er, auf der Londoner Jazzszene zu wirken. Probeaufnahmen erweckten zunächst das Interesse von Sony Music, um dann Mike Slocombe von Goya Music, zur Produktion des Albums When Will We Belong (2001) mit den von Khan geleiteten SK Radicals anzuregen. Innerhalb der Broken-Beat-Szene galt er als wichtiger Pionier; er arbeitete mit Künstlern wie Bugz in the Attic, Kaidi Tatham, Daz-I-Kue, Recloose und .e Lowe zusammen. Mit der Formation SK Radicals folgte 2009 Urban Eclectiks. In den letzten Jahren wurden Seans Tracks von Henry Wu, 4hero, Ben Hauke und Nicola Conte remixt.
Unter eigenem Namen legte Khan 2011 sein Debütalbum Slow Burner vor und gastierte auf dem London Jazz Festival. Mit den Trompetern John Hoare bzw. Nathan Mansfield, dem Pianisten/Keyboarder Andy Noble, Mike Edmonds (Bass) und Laurie Lowe (Schlagzeug) nahm er sein zweites Album Muriel (Far Out Recordings) auf. Nach einem gemeinsamen, in Brasilien entstandenen Album mit Hermeto Pascoal (Palmares Fantasy, 2018) veröffentlichte er 2021 das der Musik John Coltrane gewidmete Album Supreme Love: A Journey Through Coltrane, an dem Jim Mullen und Peter King als Gastsolisten beteiligt waren.

## Diskographische Hinweise
- Palmares Fantasy (Far Out, 2018)
- Distant Voice (BBE Records, 2019)
- Sean Khan Presents the Modern Jazz and Folk Ensemble Volume 1 (Acid Jazz Records, 2024)